# Fotoalbumet
Fotoalbumet är en ungdomsdeckare skriven av Laura Trenter, med foton av Katrin Jakobsen. Boken gavs ut 2003 av Tidens förlag. En fristående fortsättning av boken kom två år senare och heter Dagboken.

## Handling
Gilberts pappa är död och de enda minnena Gilbert har av honom är hans böcker. En dag hittar han sin pappas gamla fotoalbum, men någonting med bilderna stämmer inte och Gilbert måste komma på vad det är. Med hjälp av fotona i boken får både Gilbert och läsaren hjälp med att lösa bokens gåta.